# Zwiesel
Zwiesel är en stad i Landkreis Regen i Regierungsbezirk Niederbayern i förbundslandet Bayern i Tyskland.

## Geografi
Zwiesel ligger i Bayerischer Wald, söder om Bodenmais och nordväst om Grafenau. I det närliggande området finns berget Großer Arber, högst i Bayerischer Wald.

### Stadens indelning
Zwiesel består av åtta distrikt:
- Zwiesel
- Bärnzell
- Griesbach
- Innenried
- Klautzenbach
- Lichtenthal
- Rabenstein
- Theresienthal
- Zwieselberg

## Ekonomi
Glastillverkning, bryggeri och turism är viktiga inkomstkällor.